# Флешмоб «United Ukraine»
Флешмоб «United Ukraine» — міжнародна акція в соціальних мережах на підтримку України в різних куточках світу.

## Організація
Традиційно проводиться в середині січня і присвячений Дню соборності України. Суть акції полягає в тому, що кожен бажаючий може сфотографуватися з постером на підтримку єдності України та викласти фото в мережу з хеш-тегом #UnitedUkraine.

## Мета
Мета «United Ukraine» — показати що люди в Україні та багатьох країнах за її межами підтримують її єдність. Особливої актуальності флешмоб набрав після вторгнення російських військ у Крим та на Донбас, а також початку інформаційної війни Росії проти України у світі.

## Історія
Започатковано флешмоб у 2015 році. Його організаторами є Всеукраїнська молодіжна громадська організація «Батьківщина Молода» та Світовий Конгрес Українських Молодіжних Організацій (СКУМО).
У 2016 році у флешмобі взяли участь понад 15 000 учасників із 68 країн світу, що розташовані на п'яти континентах. В Україні до флешмобу долучились учасники зі 117 населених пунктів в усіх областях. Участь у флешмобі взяли: Президент України Петро Порошенко, Глава Української Православної Церкви Київського Патріархату Філарет, Глава Української Греко-Католицької Церкви Святослав, українська льотчиця Надія Савченко, 21 депутат Європейського Парламенту, Міністр Закордонних справ України Павло Клімкін, Міністр молоді та спорту України Ігор Жданов та ін.

## «United Ukraine» у 2015 році
22-25 січня 2015 року у світі відбувся перший флешмоб «United Ukraine». Учасники флешмобу фотографувалися з табличками із надписами «Україна — соборна», «Один народ, одна країна», «Je suis l'Ukraine!», «United Ukraine», «Ми сильніші за терор!», «Наша зброя — наша єдність!», «Україна моя Батьківщина» та поширювали їх у соцмережах із хештегом ‪#‎UnitedUkraine‬. Організатором флешмобу виступила всеукраїнська молодіжна громадська організація «Батьківщина Молода».
Спочатку флешмоб планувався як всеукраїнський захід, але за три дні він поширився по всьому світу. До флешмобу долучились учасники з 30-ти країн світу:
 Австрія  Білорусь  Бельгія  Болгарія  Греція  Грузія  Естонія  Індія  Іспанія  Італія  Латвія  Литва  Ліван  Люксембург  Німеччина  ОАЕ  ПАР  Польща  Росія  Румунія  Сербія  Словенія  Туреччина  Угорщина  Україна  Франція  Хорватія  Чехія  Швеція  Японія
Також у флешмобі взяли участь мешканці 83-х українських міст.
Флешмоб об'єднав молодь, політиків, громадських діячів, митців і просто не прихильників України по всьому світу. Зокрема до флеш-мобу долучилися: голова Європейського Конгресу Українців, депутат угорського парламенту Ярослава Хортяні (Угорщина), народний депутат України Іван Крулько, голова Світового Конгресу Українських Молодіжних Організацій Мирослав Гочак (Сербія), депутат словенського парламенту Жан Махніч (Словенія), заступник Міністра молоді та спорту України Сергій Митрофанський, голова Черкаської ОДА Юрій Ткаченко та ін.

## «United Ukraine» у 2016 році
В 2016 році у флешмобі взяли участь понад 15 000 учасників із 68 країн світу, що розташовані на 5-ти континентах:
 Австралія  Австрія  Азербайджан  Аргентина  Бельгія  Білорусь  Болгарія  Боснія і Герцеговина  Бразилія  Велика Британія  Вірменія  Греція  Грузія  Естонія  Єгипет  Ізраїль  Індія  Ірак  Ірландія  Іспанія  Італія  Йорданія  Казахстан  Канада  Кенія  Киргизстан  Кіпр  Коста-Рика  Куба  Латвія  Литва  Ліван  Люксембург  Малайзія  Марокко  Мартиніка  Мексика  Молдова  Нідерланди  Німеччина  Норвегія  ОАЕ  Острів Мен  Пакистан  ПАР  Перу  Польща  Португалія  Росія  Румунія  Сенегал  Сербія  Сінгапур  Словаччина  Словенія  США  Туніс  Туреччина  Угорщина  Узбекистан  Україна  Фінляндія  Франція  Хорватія  Чехія  Швейцарія  Швеція  Шотландія
В Україні до флешмобу долучились учасники зі 117 населених пунктів в усіх областях.
До флешмобу долучилось багато відомих в Україні та за її межами людей: Президент України Петро Порошенко, Глава Української Православної Церкви Київського Патріархату Філарет, Глава Української Греко-Католицької Церкви Святослав, українська льотчиця Надія Савченко, Генеральний Секретар Світового Конґресу Українців Стефан Романів, 21 депутат Європейського Парламенту, включаючи Ребекку Хармс та дружину ексміністра закордонних справ Швеції Карла Більдта Кораззу Більдт, Голова Європейського Конгресу Українців, депутат Угорського парламенту Ярослава Хортяні, Міністр Закордонних справ України Павло Клімкін, Міністр молоді та спорту України Ігор Жданов, Голова Тернопільської обласної державної адміністрації Степан Барна, Голова Донецької обласної державної адміністрації Павло Жебрівський, народні депутати України Іван Крулько, Оксана Юринець, Олексій Рябчин, Вадим Івченко, Сергій Євтушок, Єгор Соболєв, Владислав Бухарєв і Тарас Юрик, Голова Української Всесвітньої Координаційної Ради Михайло Ратушний, Голова Українського Конгресового Комітету Америки Тамара Олексій, Голова Українського інституту національної пам'яті Володимир В'ятрович, видатний український художник Іван Марчук, голови багатьох обласних рад, колективи посольств України у 32-х країнах світу.
Окремо варто відзначити, що до флешмобу долучився Дмитро Бачинський — лікар-хірург Миколаївської обласної лікарні. Його прадід Лев Бачинський був віцепрезидентом ЗУНР і саме він 22 січня 1919 року підписував Акт Злуки УНР та ЗУНР зі сторони західної делегації.
В День Соборності України 22 січня 2016 року активісти «Батьківщини Молодої» та інших молодіжних організацій провели на Софіївській площі у Києві акцію «United Ukraine», під час якої повідомили про результати флешмобу та продемонстрували фото учасників з різних куточків світу. В цей же день на Світовому економічному саміті в Давосі до флешмобу долучились Президент України Петро Порошенко та Міністр закордонних справ України Павло Клімкін.

## «United Ukraine» у 2017 році
У 2017 році у флешмобі взяли участь понад 12 000 учасників із 63 країн світу:
 Австралія  Ангола  Аргентина  Бельгія  Білорусь  Болгарія  Бразилія  Ватикан  Велика Британія  Вірменія  Греція  Данія  Естонія  Єгипет  Ізраїль  Іран  Італія  Йорданія  Канада Катар  Киргизстан  КНР  Коста-Рика  Куба  Кувейт  Куба  Латвія  Литва  Ліван  Люксембург  Малайзія  Марокко  Молдова  Нігерія  Нідерланди  Німеччина  Нова Зеландія  Норвегія  ОАЕ  Острів Мен  Пакистан  Польща  Португалія  Росія  Румунія  Сенегал  Сербія  Сінгапур  Словаччина  Словенія  США  Таджикистан  Таїланд  Туніс  Туреччина  Угорщина  Узбекистан  Україна  Фінляндія  Франція  Хорватія  Чехія  Швейцарія
В Україні до флешмобу долучились учасники зі 214 населених пунктів в усіх областях.
«United Ukraine» підтримали багато відомих особистостей в Україні та за її межами: губернатор штату Огайо Джон Кейсік, депутати Європарламенту Корацца Більдт та Валентінас Мазуроніс, конгресвумен США Мерсі Каптур, Президент Світового Конґресу Українців Євген Чолій, депутат Національних Зборів Угорщини Ярослава Хортяні, муфтій мусульман України Шейх Саїд Ісмагілов, народні депутати України Іван Крулько, Борис Тарасюк, Оксана Юринець, Наталія Веселова, Анна Романова, Сергій Євтушок та інші, міські голови Сум, Маріуполя, Черкас, Луцька та інших міст, посли України в Польщі, Португалії, Аргентині, Нігерії, Ірані, Йордані, Китаї, Кенії, Пакистані, Бельгії, Словенії та інших країнах.
Акцію благословив Блаженніший Любомир Гузар.
В День Соборності України 22 січня 2017 року активісти «Батьківщини Молодої» та інших молодіжних організацій провели в парку ім. Тараса Шевченка у Києві акцію «United Ukraine», під час якої повідомили про результати флешмобу та продемонстрували фото учасників з різних куточків світу у формі фотосушки.

## «United Ukraine» у 2018 році
Флешмоб «United Ukraine» об'єднав 12 тисяч людей з 65 країн світу.
У понеділок, 22 січня, поблизу КПК «Каланчак» на адміністративному кордоні з анексованим Кримом відбулась завершальна акція IV міжнародного флешмобу «United Ukraine», присвяченого Дню Соборності України.
Загалом, флешмоб «United Ukraine» цьогоріч об'єднав понад 12 тисяч людей з 65 країн світу* на 5 континентах та 242-х населених пунктів України.
«United Ukraine» підтримали багато відомих особистостей в Україні та за її межами: Міністр національної безпеки Канади Гарджіт Саджан, депутати Європейського Парламенту Тібор Сані (Угорщина) та Ребекка Гармс (Німеччина) депутати Парламенту Канади Джеймс Безан, Марк Варава та Колін Керрі, лідер Консервативної партії Канади Ендрю Шир, депутат Федерального парламенту Австралії Кріс Крюзер, депутат Угорського парламенту Ярослава Хортяні, Глава Української Греко-Католицької Церкви Блаженніший Святослав, Муфтій мусульман України шейх Саід Ісмагілов, Голова Верховної Ради України Андрій Парубій, Президент Світового Конґресу Українців Євген Чолій, народна артистка України Галина Яблонська, Посли України в багатьох країнах, народні депутати України та інші.
Країни, учасники з яких долучились до флешмобу у 2018 році:  Австралія  Азербайджан  Ангола  Аргентина  Бангладеш  Бельгія  Білорусь  Болгарія  Боснія і Герцеговина  Бразилія  Ватикан  Вірменія  Велика Британія  Греція  Грузія  Данія  Домініканська Республіка  Естонія  Ефіопія  Єгипет  Ізраїль  Індія,  Іран  Ірак  Іспанія  Італія  Йорданія  Казахстан  Канада  КНР  Кувейт  Латвія  Литва  Ліван  Люксембург  Північна Македонія  Малайзія  Молдова  Нігерія  Німеччина  Нова Зеландія  Норвегія  ОАЕ  Пакистан  ПАР  Перу  Польща  Португалія  Росія  Румунія  Сенегал  Сербія  Сінгапур  Словаччина  Словенія  США  Таджикистан  Таїланд  Туреччина  Угорщина  Франція  Філіппіни  Фінляндія  Чехія  Чорногорія  Швейцарія.

## Умови участі у флешмобі «United Ukraine»
Щоб долучитись до флешмобу «United Ukraine» необхідно виконати наступні чотири кроки:
1. Роздрукувати або намалювати постер формату А4 з гаслом акції українською («Україна Єдина») чи англійською мовою («United Ukraine»). Завантажити постери в гарній якості можна за посиланнями: https://www.dropbox.com/s/on75tdn6vmyvquw/United%20Ukraine%20-%20UKR.jpg?dl=0 - українська; https://www.dropbox.com/s/yxv8en3gf1nxmeg/United%20Ukraine%20-%20ENG.jpg?dl=0 - english.
2. Зробити фото/селфі з постером. Фото має бути горизонтальним і на ньому має бути одна людина. Бажано робити фото на фоні відомих місць у ваших містах.
3. Опублікувати фото/селфі на офіційній сторінці флешмобу на Facebook, а також на своїх сторінках в соцмережах, обов'язково вказавши хештег #UnitedUkraine, країну та місто, де зроблено фото. Наприклад: Донецьк, Україна #UnitedUkraine або Berlin, Germany #UnitedUkraine.
4. Надіслати фото в гарній якості (для друку).

## ЗМІ про флешмоб «United Ukraine»
Флешмоб «United Ukraine» набрав великої популярності у ЗМІ. Перелік деяких посилань на інформацію про флешмоб:
- Український флешмоб «United Ukraine» стає популярним у світі | Espreso.tv — http://espreso.tv/news/2016/01/20/ukrayinskyy_fleshmob_quotunited_ukrainequot_staye_populyarnym_u_sviti
- Флешмоб United Ukraine охопив три континента | телеканал «ІНТЕР» — http://podrobnosti.ua/2085285-fleshmob-united-ukraine-ohopiv-tri-kontinenta.html
- До флешмобу United Ukraine долучилося 68 країн | ZIK — http://zik.ua/news/2016/01/25/do_fleshmobu_united_ukraine_doluchylosya_68_krain_665878
- У Києві пройшов флешмоб «United Ukraine», що об'єднав 58 країн на 5 континентах | ДЕНЬ — http://www.day.kiev.ua/uk/news/220116-u-kyyevi-proyshov-fleshmob-united-ukraine-shcho-obyednav-58-krayin-na-5-kontynentah
- Українці з трьох континентів долучилися до флешмобу «United Ukraine» | УКРІНФОРМ — http://www.ukrinform.ua/rubric-diaspora/1949072-ukrainci-z-troh-kontinentiv-dolucilisa-do-flesmobu-united-ukraine.html
- Півсотні країн долучилися до українського флешмобу | Gazeta.ua — http://gazeta.ua/articles/life/_pivsotni-krayin-doluchilisya-do-ukrayinskogo-fleshmobu/672975
- Від Перу до Пакистану: до флешмобу «United Ukraine» долучилось 68 країн | VIDIA — http://vidia.org/2016/51391
- Акція United Ukraine об'єднала понад 10 тисяч людей із 62 країн світу | Рбк — Україна — https://www.rbc.ua/ukr/news/aktsiya-united-ukraine-obedinila-10-tys-chelovek-1516620500.html
- На адмінкордоні з анексованим Кримом до Дня Соборності розгорнули величезний прапор України | 112 Україна — https://ua.112.ua/polityka/na-adminmezhi-z-aneksovanym-krymom-do-dnia-sobornosti-rozhornuly-velycheznyi-prapor-ukrainy-429941.html
- Лідер канадської опозиції приєднався до флешмобу #Українаєдина | УКРІНФОРМ — https://www.ukrinform.ua/rubric-society/2386650-lider-kanadskoi-opozicii-priednavsa-do-flesmobu-ukrainaedina.html
- Флешмоб Unitedukraine: В акції на підтримку України взяли участь українці з усього світу | Громадське Радіо — https://hromadskeradio.org/news/2018/01/20/fleshmob-unitedukraine-v-akciyi-na-pidtrymku-ukrayiny-vzyaly-uchast-ukrayinci-z-usogo-svitu-foto
- «United Ukraine»: у світі стартував флешмоб на підтримку єдності України | Global Ukraine — https://global-ukraine.com/2018/01/united-ukraine-u-sviti-startuvav-fleshmob-na-pidtrymku-yednosti-ukrayiny/%5Bнедоступне+посилання+з+вересня+2019%5D
- На адмінмежі з Кримом розгорнули гігантський прапор України | Новое Время — https://nv.ua/ukr/ukraine/events/na-adminhranitse-z-krimom-rozhornuli-hihantskij-prapor-ukrajini-2446754.html